# Muisca-vlot

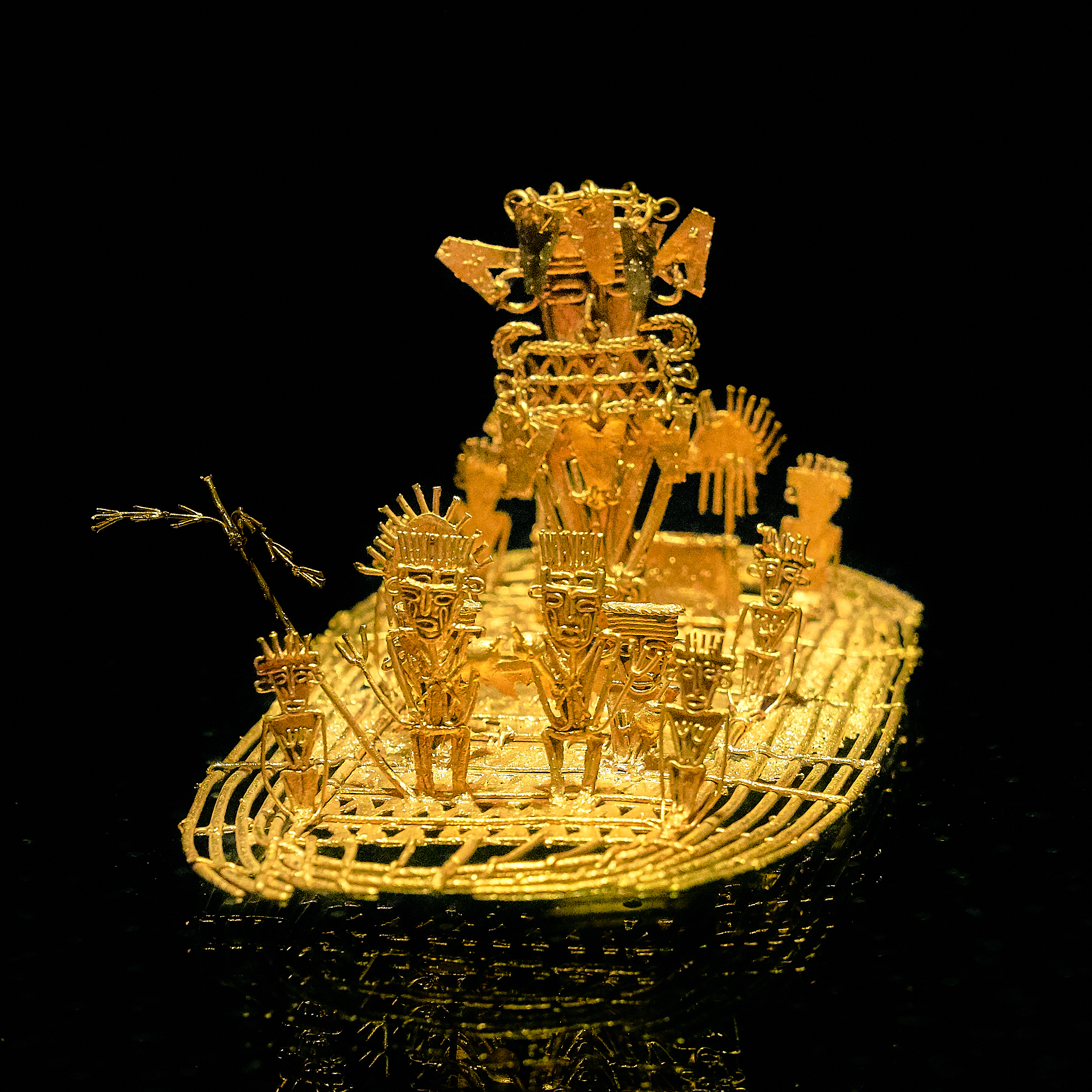
Het Muisca-vlot

Het Muisca-vlot is een pre-Columbiaans votief goudsmeedstuk van de Muisca-cultuur in centraal Colombia. Het is waarschijnlijk ergens in de eerste helft van de Late Muisca-periode vervaardigd, d.w.z. 1200–1400 n.Chr. Het kunstwerk is van tumbaga, in dit geval een legering van 65 procent goud, 16 procent zilver en 19 procent koper,  en is vervaardigd door middel van de verlorenwasmethode. Het Muisca-vlot behoort samen met de Poporo Quimbaya tot de topstukken van het Museo del Oro in Bogotá. 
Het kunstwerk beeldt de inwijding van een nieuwe Muisca-leider uit, een ceremonie die plaatsvond op het meer van Guatavita. Tijdens deze plechtigheid bedekte de nieuwe leider zijn lichaam met goudpoeder, en samen met zijn volk gooide hij goud en smaragden in het meer als een offer aan de goden. Het ritueel is mogelijk de bron van de legende van El Dorado.
Het kunstwerk heeft de vorm van een houten of rieten vlot en is 19,5 × 10,1 cm. groot. Elf figuren sieren het vlot, waarvan de grootste figuur in het midden vermoedelijk het opperhoofd voorstelt. Dit opperhoofd is gedecoreerd met een hoofdtooi, neusring en oorbellen. Hij leunt achterover, alsof hij op duho zit, een ceremoniële stoel met een hoge rugleuning. De persoon heeft een hoogte van 10,2 cm en wordt omringd door tien kleinere figuren. De vier figuren vooraan zijn uitbundig gedecoreerd, de overige zes individuen zijn kleiner en eenvoudiger.
Het kunstwerk werd in 1969 door boeren gevonden in een grot in de gemeente Pasca (Cundinamarca). Het zat tezamen met een gouden beeldje van een draagstoel en een keramische poporo in een cilindrische aardewerken pot die aan de buitenkant versierd was als een gestileerde sjamaan in een denkhouding, met zijn hand op zijn kin, gesloten ogen, een arendsneus en een langwerpige mond waarin de tanden zichtbaar zijn. Na de ontdekking voorkwam de priester van de gemeente dat het stuk werd verkocht of gesmolten. In april 1969 verwierf het Museo del Oro in Bogotá de vondst. 
In 1856 werd al eens een vergelijkbaar kunstwerk gevonden in een van de meren van Siecha. Deze vondst werd verkocht aan het Ethnologisches Museum in Berlijn. Omdat bij aankomst in Bremerhaven op het schip brand uitbrak, ging het Siecha-vlot verloren. Er bestaat van dit object slechts één negentiende-eeuwse foto,

## Galerij

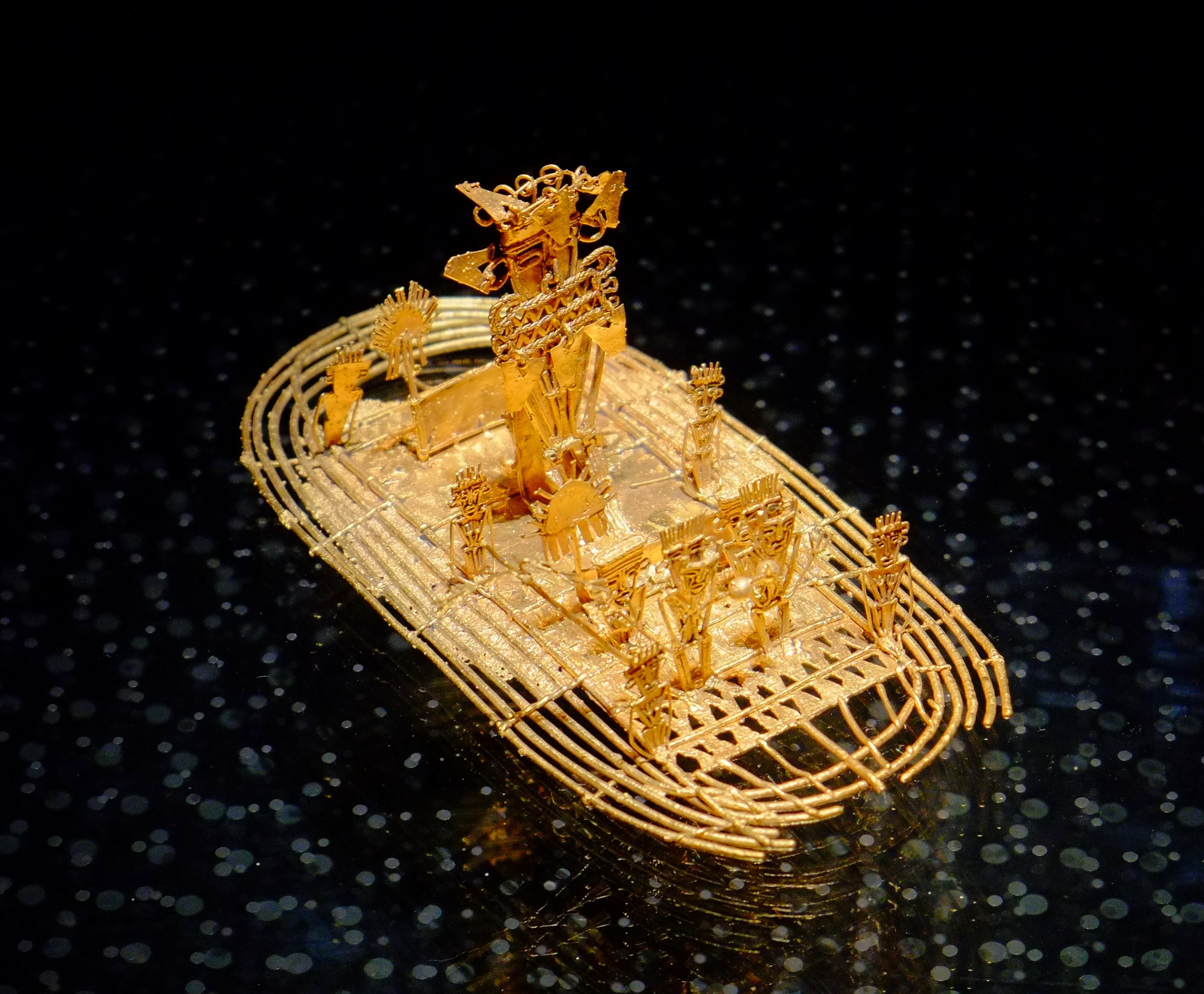
Vooraanzicht rechts
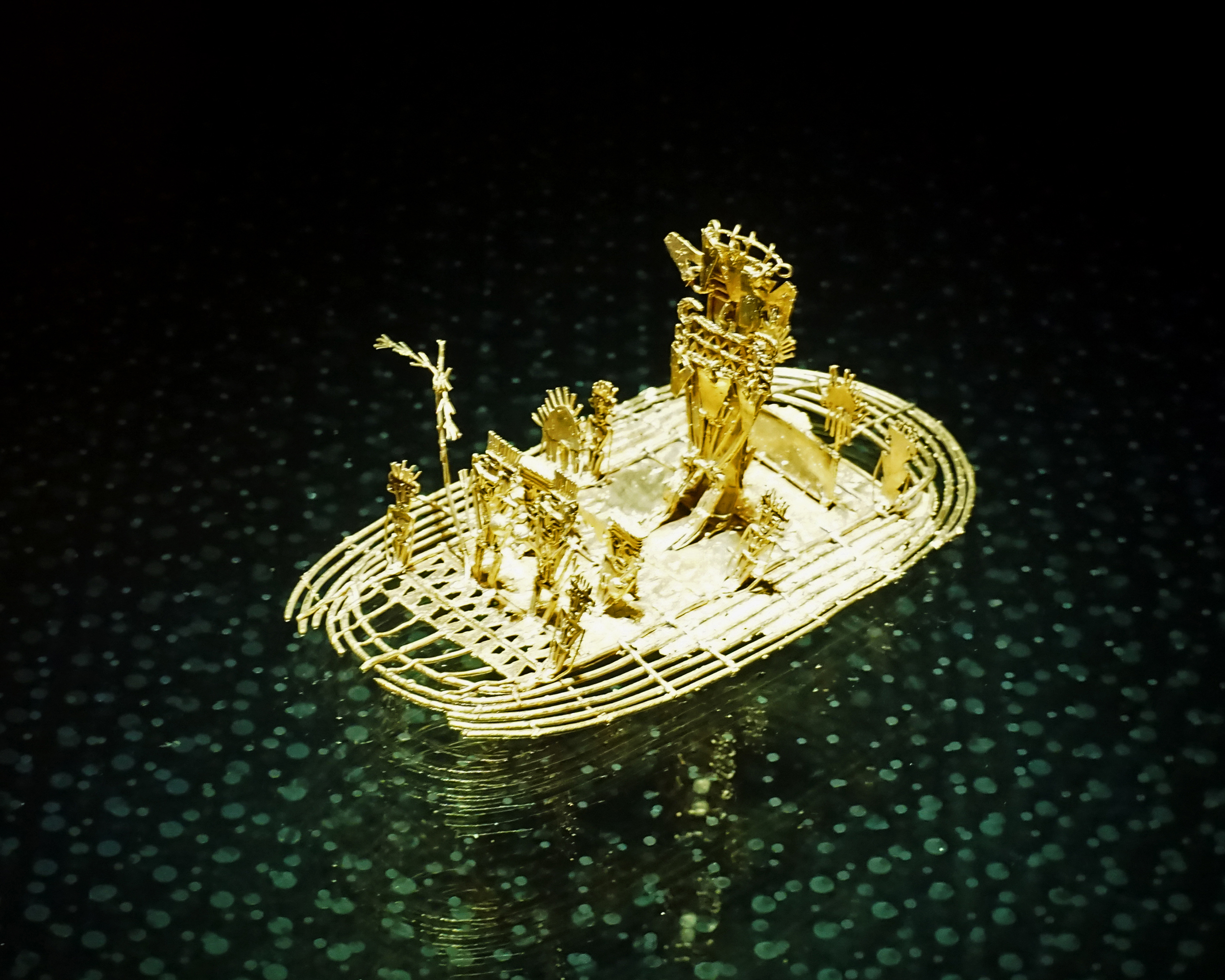
Vooraanzicht links
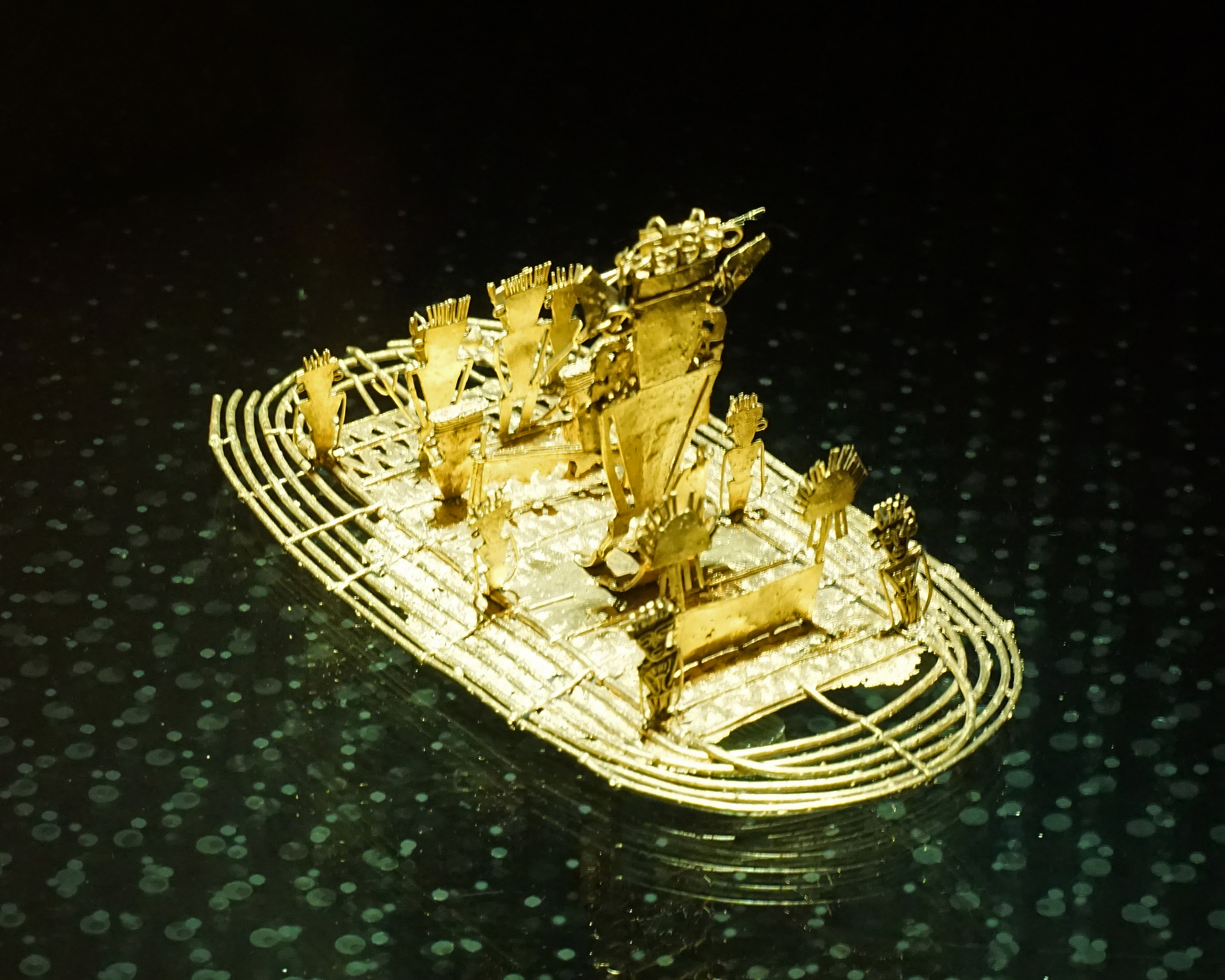
Achteraanzicht